# Cymbacephalus beauforti
Cymbacephalus beauforti is een straalvinnige vis uit de familie van platkopvissen (Platycephalidae), orde schorpioenvisachtigen (Scorpaeniformes), die voorkomt in het oosten van de Indische Oceaan en het westen van de Grote Oceaan.

## Kenmerken
Deze vis heet in het Engels Crocodilefish omdat hij uiterlijk op een krokodil lijkt. De vis is gemiddeld 35 cm lang en de maximum waargenomen lengte is 50 cm. De rugvin bestaat uit 11 vinstralen en 9-10 stekels. De anaalvin heeft 11 vinstralen. Onvolwassen vissen zijn helemaal zwart. De volwassen vis heeft een opvallend lange en platte kop met zijwaarts gerichte flappen. De ogen worden daardoor min of meer gecamoufleerd. Het lijf is bedekt met vlekken die liggen in een mozaïekpatroon in de kleuren beige, bruin, groen en grijs, waarbij de kleurvlakken gescheiden worden door blauwe lijnen. De vis kan dit kleurenpatroon aanpassen aan de omgeving.

## Verbreiding en leefgebied
De vis komt voor in kustwateren en rond koraalriffen bij de Filipijnen, Borneo, Molukken, Nieuw-Guinea, Nieuw-Caledonië, Palau, Yap tot het eiland Ishigaki en westelijk tot aan de Mentawai-eilanden in Indonesië. Het leefgebied bestaat uit zand- en grindbodems rond koraalriffen, maar ook wel in mangrovebos in zeewater tot op een diepte van 8 tot 12 meter.

## Status
De soort staat sinds 2016 als niet bedreigd op de Rode Lijst van de IUCN.